# Dysochrysa
Genre
Dysochrysa est un genre d'insectes de la famille des chrysopidés, ordre des névroptères. On rencontre ces espèces en Afrique du Sud et au Zimbabwe.

## Liste d'espèces
Selon Catalogue of Life (13 juin 2020) :
- Dysochrysa furcata Tjeder, 1966
- Dysochrysa reflexa Tjeder, 1966